# 장용석 (사회학자)
장용석(張容碩, 1968년 7월 3일 ~ )은 대한민국의 사회학자이다. 현재 연세대학교 사회과학대학 행정학과 교수로 재직 중이다.

## 약력
서울특별시 출신인 장용석은 1993년 연세대학교 사회학과를 최우등으로 학사 학위를 받은 뒤, 2001년 스탠포드대학교 대학원에서 사회학 박사를 받았다.
지도교수였던 신제도주의 이론의 대가 존 W. 마이어(John W. Meyer)와 사회연결망 연구의 권위자인 마크 그라노베터(Mark Granovetter)의 영향 아래, 제도주의 조직론, 거버넌스, 정부와기업, 사회혁신, 사회적가치, 사회적책임 등과 관련된 연구를 수행하고 있다.
2001년부터 2004년까지 유타대학교 사회학과에서 조교수를 역임하였고, 2004년부터 2008년까지 고려대학교 사회학과에서 조교수 및 부교수로 재직하였다.

## 연구 및 도서 목록(선별적)
- Drori, Gili S., Yong Suk Jang, and John W. Meyer (2006) "Sources of Rationalized Governance: Cross-National Longitudinal Analyses, 1985-2002.” Administrative Science Quarterly 51 (2): 205-229.
- Jang, Yong Suk (2005) “The Expansion of Modern Accounting as a Global and Institutional Practice.” International Journal of Comparative Sociology 46 (4): 327-345.
- Jay M. Shafritz, J. Steven Ott, Yong Suk Jang (2004) Classics of Organization Theory, (ISBN 0-53-463156-8)
- Kim, Young Soo and Yong Suk Jang (2002) “The Myth and Critics of Institutionalized Organizational Structure:A Cross-National Comparative Study of Ministerial Differentiation and its Economic Effects, 1951-1990.” Korean Journal of Sociology 36 (6):27-55.
- Jang, Yong Suk (2000) “The Worldwide Founding of Ministries of Science and Technology, 1950-1990.” Sociological Perspectives 43 (2): 247-270.